# Брацлавские хасиды
Брацлавский хасидизм (ивр. חסידות ברסלב‎, идиш בראַצלאַווער חסידות‎) — одно из течений хасидского иудаизма, основанное раввином Нахманом из Брацлава, правнуком Бааль-шем-Това, основателя хасидизма. Его приверженцы стремятся развивать интенсивные, радостные отношения с Богом и получать руководство к этой цели из учения раби Нахмана.
У этого движения нет живого лидера в последние 200 лет, после того как раби Нахман умер, не назначив наследника. Из-за этого их иногда называют «тойт хасидим» (хасиды мертвого).

## История
Брацлав (Бреслав) — название городка, в котором раби Нахман жил последние восемь лет жизни.
До этого он жил в других городках Украины. Однако именно приехав в Брацлав, он заявил о создании
нового хасидизма.
Движение подвергалось сильной критике практически всеми другими хасидскими дворами в XIX веке на Украине, но тем не менее число его приверженцев росло, и к началу Первой мировой войны насчитывало тысячи. В ходе Революции 1917 года, Большого террора 30-х и Холокоста тысячи хасидов были убиты.
После войны движение восстановилось в Англии, США и Израиле. К нему примкнули многие йеменские евреи и другие мизрахим.

## Религиозный подход
Среди важных аспектов брацлавские хасиды особенно выделяют веру как средство тшувы.
Важным аспектом для хасидов, изучающих и соблюдающих Тору, является радость; служение очень эмоциональное, и сопровождается хлопанием, напеванием, танцами. Раби Нахман говорил, что «большая мицва быть всё время в радости».
Ещё одно ключевое понятие брацлавцев — молитва и хитбодедут (уединение, уединённая молитва).
В Рош ха-Шана хасиды стремятся совершить паломничество в Умань — на могилу цадика Нахмана.

## Сегодня
Общины брацлавцев находятся в нескольких местах в Израиле, а также в Лос-Анджелесе, Нью-Йорке, Париже, Монреале и Лейквуде.
Согласно Breslov Research Institute, число приверженцев движения в Иерусалиме и в Бней-Браке составляет несколько тысяч семей, и ещё несколько десятков живут в Цфате.